# Afrikaanse mythologie

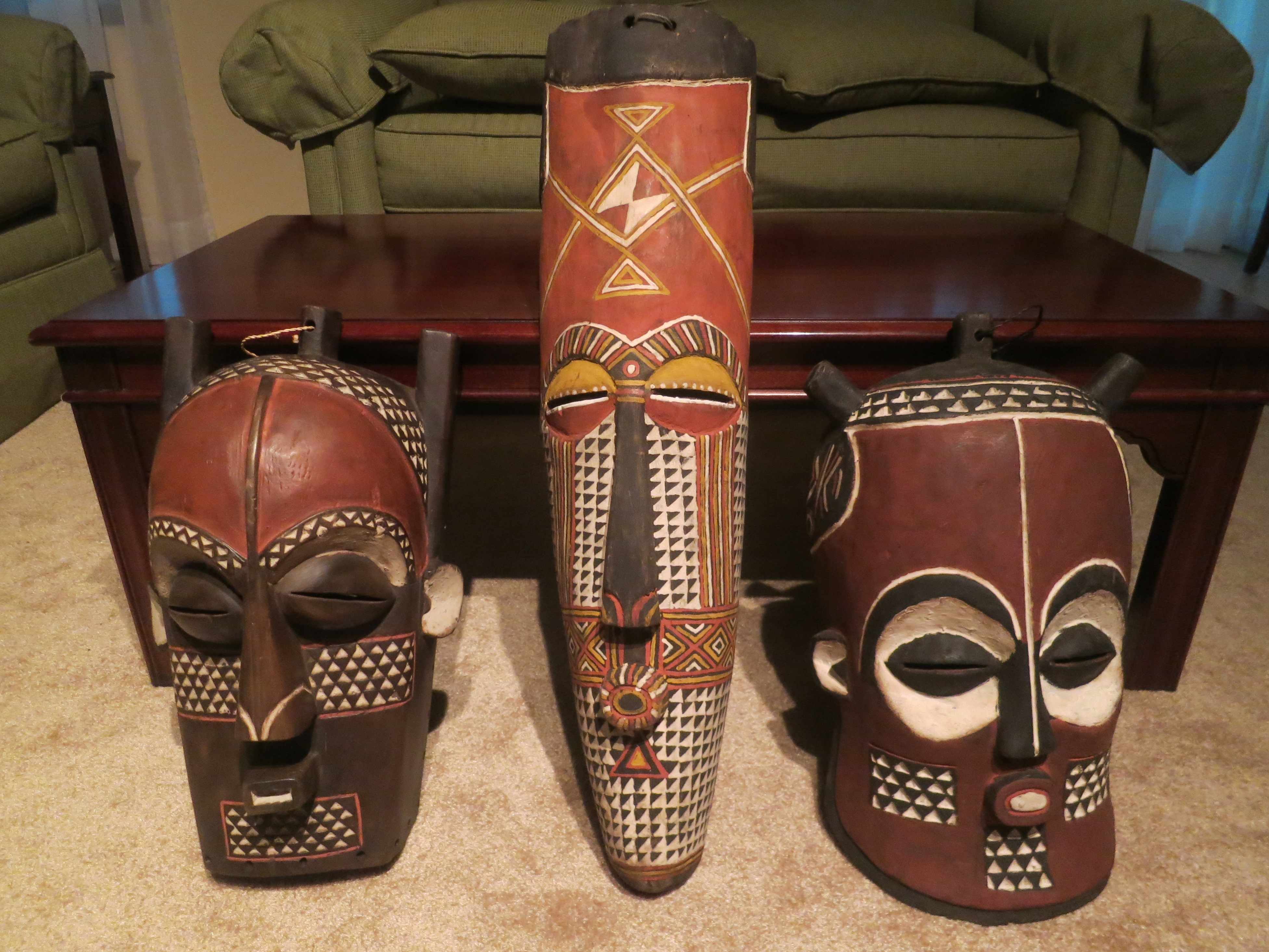
Bakongo-maskers uit Neder-Congo

Afrikaanse mythologie, of de traditionele geloofssystemen en praktijken van Afrikaanse volken, is zeer divers en omvat verschillende religies.
Over het algemeen, eerder oraal dan geschreven, via mythen, volksverhalen, liederen en festivals van generatie op generatie doorgegeven, omvatten deze tradities een geloof in een aantal hogere en lagere goden, waaronder soms een hoogste schepper of macht, geloof in geesten, verering van de doden, gebruik van magie en traditionele Afrikaanse medicijnen.
De meeste religies kunnen worden omschreven als animistisch met verscheidene polytheïstische en pantheïstische aspecten.
De rol van de mensheid is er over het algemeen een van het in balans brengen van de natuur met het 'bovennatuurlijke'.
Er kan onderscheid gemaakt worden tussen tradities van Centraal-Afrika, Oost-Afrika (waaronder de Hoorn van Afrika), Noord-Afrika, Zuid-Afrika, West-Afrika en van de Afrikaanse diaspora.

## Mythologie naar regio

### Centraal-Afrikaanse mythologie
- Bantoe mythologie (Bushongo mythologie, Congo religie, Lugbara mythologie, Baluba mythologie, Mbuti mythologie, Centraal-, Zuidwest-, Zuid-Afrika)
- Dinka religie (Zuid-Soedan)
- Hausa animisme (Tsjaad, Gabon)
- Lotuko mythologie (Zuid-Soedan)

### Oost-Afrikaanse mythologie
- Bantoe mythologie (Gikuyu mythologie, Akamba mythologie)
- Masai mythologie
- Kalenjin mythologie
- Dini Ya Msambwa

### Noord-Afrikaanse mythologie
- Oude Egyptische religie (Egypte, Soedan)
- Punische religie (Tunesië, Algerije, Libië)
- Traditionele Berber religie (Marokko, Algerije, Tunesië, Libië, Egypte, Mauritanië, Mali, Niger, Tsjaad, Burkina Faso)
- Hausa animisme (Soedan)

### Zuid-Afrikaanse mythologie
- Bantoe mythologie (Lozi mythologie, Thumbuka mythologie, Xhosa mythologie, Zoeloe mythologie)
- San religie
- Traditionele genezers van Zuid-Afrika
- Manjonjo genezers van Chitungwiza van Zimbabwe
- Inheemse religie in Zimbabwe

### West-Afrikaanse mythologie
- Abwoi religie (Nigeria)
- Akan Religie (Ghana, Ivoorkust)
- Dahomean religie (Benin, Togo)
- Efide mythologie (Nigeria, Kameroen)
- Edo religie (Benin koninkrijk, Nigeria)
- Hausa animisme (Benin, Burkina Faso, Kameroen, Ghana, Ivoorkust, Niger, Nigeria, Togo)
- Ijo traditionele religie
- Odinani (Nigeria)
- Asaase Yaa (Ghana, Ivoorkust)
- Mati Serer religie (Senegal, Gambia, Mauritanië)
- Yoruba religie (Nigeria, Benin, Togo)
- Voodoo (Ghana, Benin, Togo, Nigeria)
- Dogon religie

## Drie tijdperken
Volgens sommige geloven waren er in de geschiedenis van de kosmos drie tijdperken: een volmaakte, gouden tijd; een tweede tijd, van schepping; het derde, huidige tijdperk.

### Gouden tijdperk
In het gouden tijdperk leefden god, mens en dier in volmaakte harmonie met elkaar. De oorspronkelijke eenheid behoorde de mensen en dieren toe.

### Tijdperk van schepping
In het tweede tijdperk, de 'oerperiode van transformatie', het tijdperk van schepping, schiep de scheppergod de aarde met de mensen en dieren. God bracht het leven voort door zichzelf als materiaal en als model te gebruiken om het gouden tijdperk op aarde te doen herleven. Maar het gouden tijdperk kon niet naar de aarde worden overgebracht. De dood kwam in de wereld 'en er kwam een barst in de aarde en de mens' Het tweede tijdperk was er een van orde en chaos. Soms werd dit dualisme opgevat als de aard van de scheppergod. 'In sommige religieuze systemen was deze schepper een goddelijke oplichter, zowel een goedgunstige en creatieve god als een onvoorspelbare en bij tijden destructieve oplichter.' Zo was bij de San (Botswana, Namibië, Zuid-Afrika) de bidsprinkhaan Kaggen een goddelijke oplichter. Een goddelijke oplichter herbergde zowel dood als leven in zich en zijn schepsels, de mensen, hadden daarom ook zowel dood als leven in zich, 'zowel edel als schandalig gedrag'. Dit kwam door de breuk, de kloof, zelfs afgrond, die zich tijdens dit tijdperk voordeed. Mensen en dieren uitten hun vrije wil (door ongehoorzaamheid, strijd, vergissing, lot), scheidden zich daardoor af van God, verloren 'het eeuwige leven' en werden sterfelijk. De dood is vaak het gevolg van een handeling uit vrije wil van mens of dier.
Goden verlieten de aarde en de mensen probeerden door torens te bouwen het contact met de hemel te herstellen. Maar de torens stortten in, 'de mens stond er alleen voor'. Zo trok Nyama van de Akan en Asante (Ghana) zich terug, toen de oervrouw Aberewa tijdens de voedselbereiding met haar stamper tegen de hemel stootte. Bij de Boloki (Centraal Afrikaanse Republiek) onderhield Motu via zijn echtgenote (een Wolkenmens) contact met de 'Wolkenmensen', die eerder zijn rijpe bananentrossen hadden gestolen uit zijn tuin. De Wolkenmensen brachten vuur naar Motu en zijn vrouw leerde de mensen koken. De Wolkenmensen vestigden zich onder de mensen. Toen Motu een mandje opende, wat verboden was, vertrok zijn vrouw met de Wolkenmensen naar Wolkenland en werden nooit meer gezien. Bij de Zande (Democratische Republiek Kongo, Soedan) bracht de goddelijke oplichter Ture het vuur naar de mensen, door het van zijn ooms te stelen, die ijzer aan het smeden waren.

### Huidige tijdperk
Het derde tijdperk is het huidige tijdperk. Het goddelijke, scheppende deel van de goddelijke oplichter had zich teruggetrokken in de hemel, verder van de mensheid vandaan. Het destructieve deel van de goddelijke oplichter was meer naar de aarde toe gegaan. Mensen en goden zijn van elkaar verwijderd geraakt en mensen proberen via rituelen en tradities het gouden tijdperk te herhalen.

## Slang
De slang wordt in de Afrikaanse mythologie geassocieerd met koninklijke macht. In veel tradities wordt de slang vereerd als opperwezen. Door zijn vermogen zijn huid af te leggen, wordt de slang als oeroud beschouwd. Met de staart in de bek (ouroboros) is de slang het symbool van de oneindigheid. Soms draagt 'hij' de aarde of houdt hemel en aarde aaneen. In veel verhalen wijzen slangen een vorst of een leider aan.  
De Fon in Dahomey (Benin, West-Afrika) vertellen de mythe van de slang Aido-Hwedo als dienaar van de vrouwelijke schepper Mawu. Mawu-Lisa (vrouwelijk-mannelijk) was de androgyne schepper van de Fon. De Ngbandi (Noord-Congo) beschouwden de slang als het oudste dier en 'vereerden de slang als hun oppergod en de geest van hun stam.' De slang stond volgens hen zelfs boven het vorstelijke luipaard, waar ze al groot ontzag voor hadden.
In een aantal Afrikaanse culturen werd de slang geassocieerd met de voorouder die de stam had gesticht of naar hun land had gebracht. Zo kwamen volgens de Venda van de Bantoes, hun stamvaderen voort uit de oerpython Tharu. De Kom (Bamenda, noordwest Kameroen) vertelden dat hun voorouder, vóór een volksverhuizing, in een slang veranderde.